# 南京城

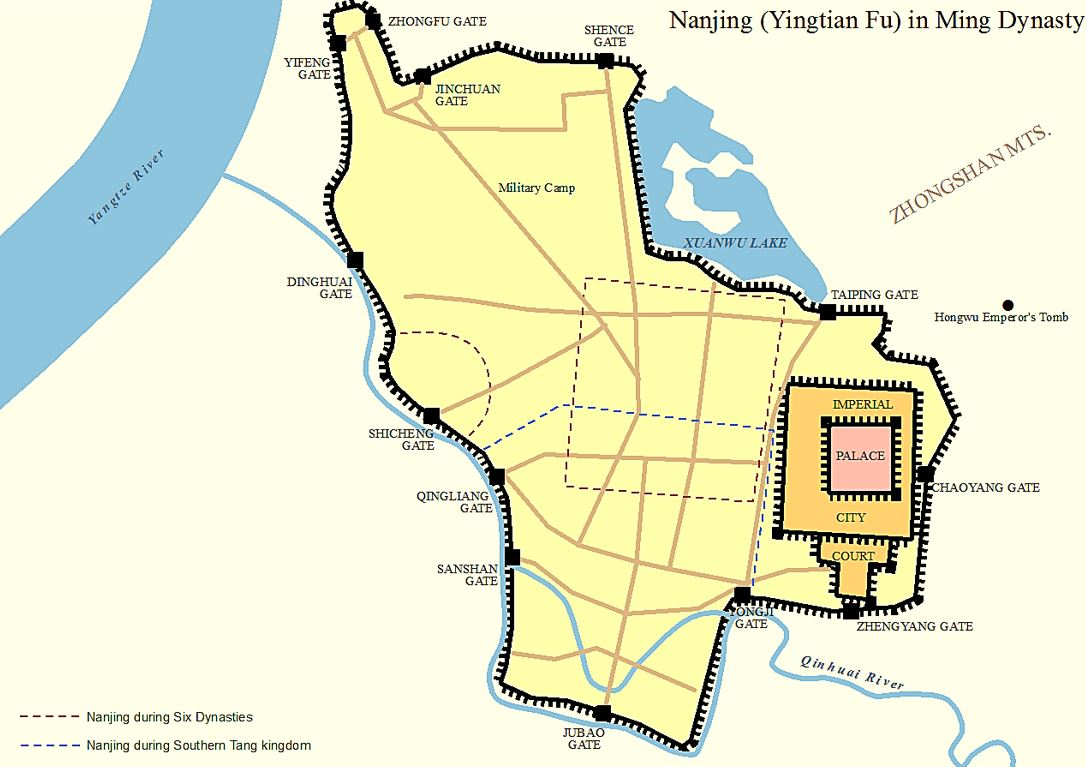
明朝時代の南京の地図

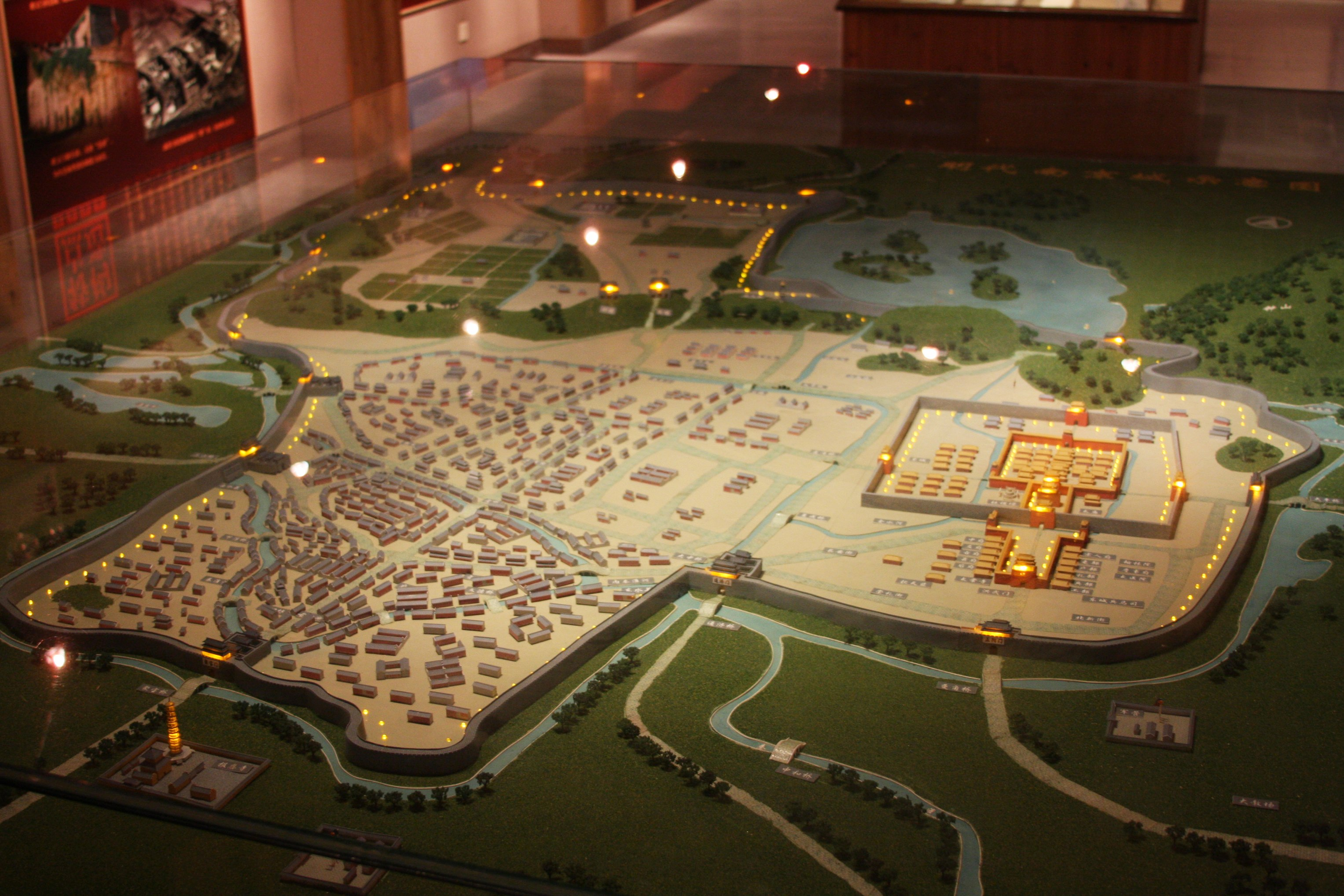
明朝時代の南京を模した立体地図

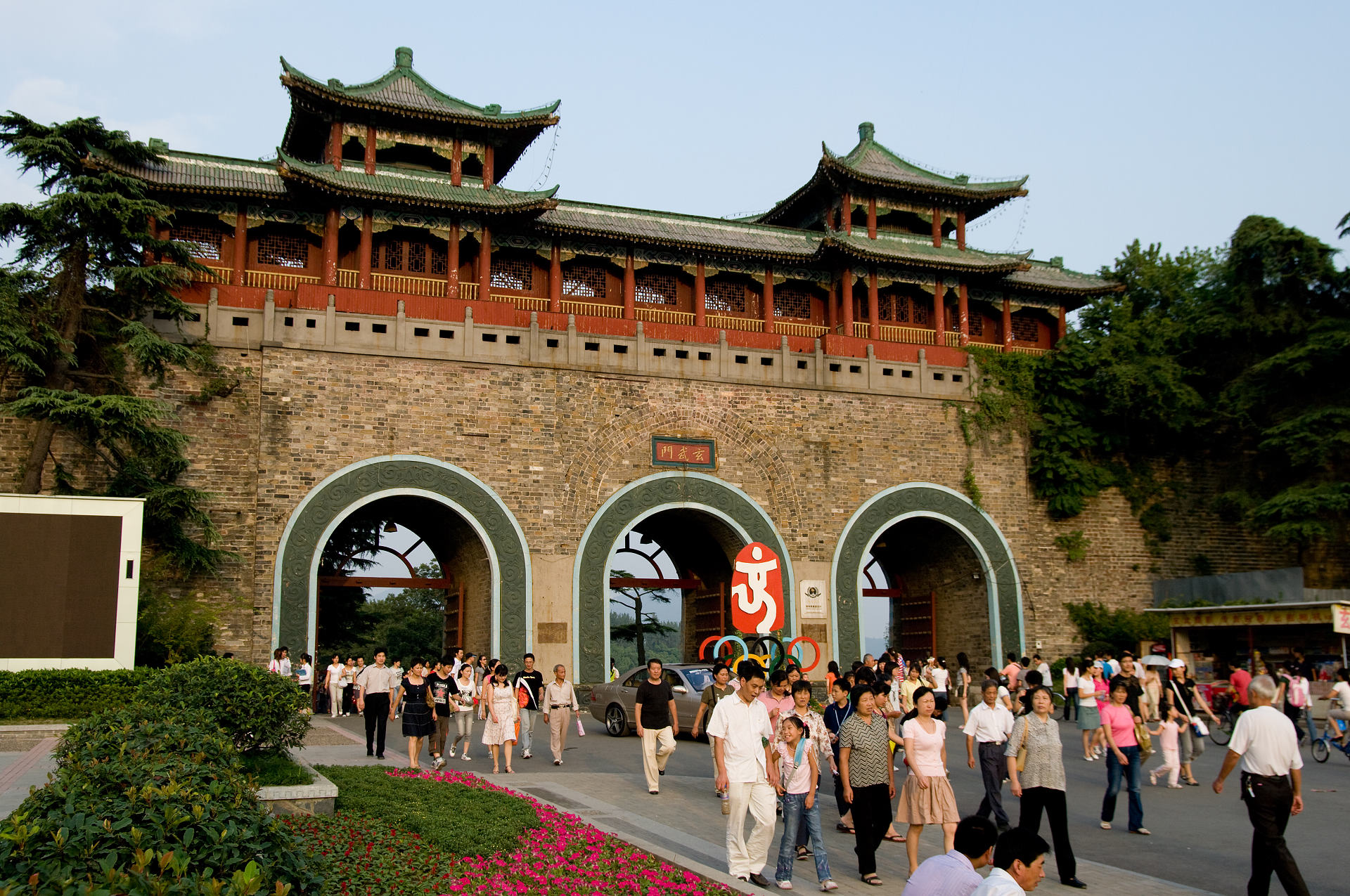
玄武門

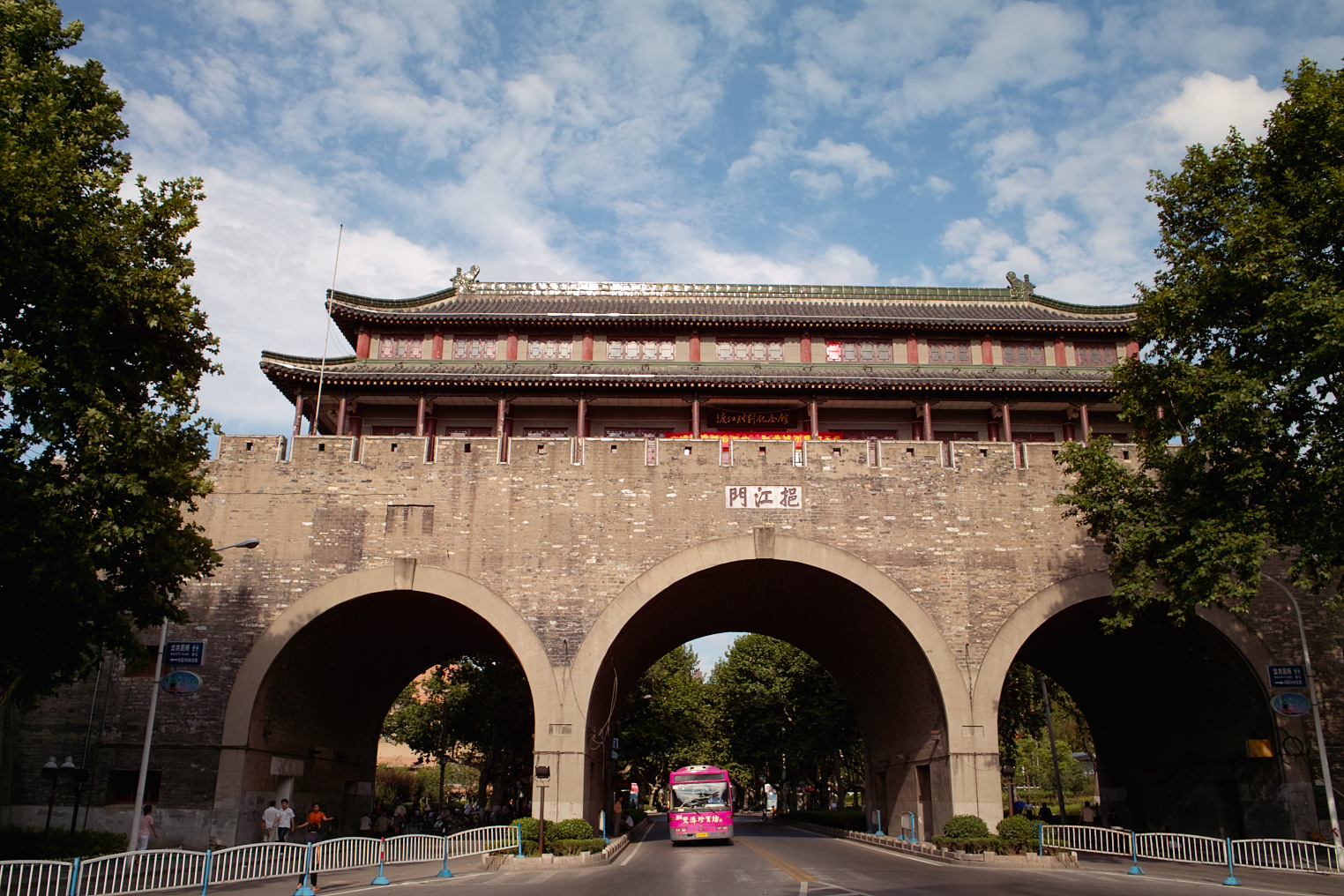
挹江門

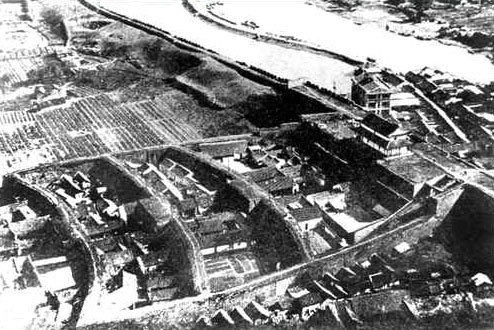
1950年代に撮影された3重の守りを持つ通済門

南京城（なんきんじょう）とは、中華人民共和国の南京市の城である。明朝の時代に、21年の歳月と20万人の労働者を動員して首都であった南京に建設された城である。南京は城壁に囲まれた城壁都市であり居住者の大部分が城壁の内側に住んでいた。
明王朝時代の南京城は世界中世史上敷地面積最大の都市であり、宮殿の面積だけで1.16㎢、皇族が住む皇城は6.53㎢、内城の面積は55㎢、そして外郭も含めた都市全体の面積は248㎢と非常に広大であり、唐の長安（面積87.27㎢）の二倍以上、清王朝時代の北京城（面積60.06㎢）の四倍以上の広さを誇っていた。（山手線の内側の面積が63㎢）
現在の南京市は人口800万人を超える大都会であり、市街地はこの城壁の外側にも広がっている。
1988年、中華人民共和国全国重点文物保護単位に登録された。

## 城門
城郭は、宮城、皇城、内城、外郭の四重の守りを持つ。城門は甕城で防御力が高められている。
- 明朝宮城城門：午門、左掖門、右掖門、東華門、西華門、厚載門
- 皇城城門：洪武門、承天門、端門、長安左門、長安右門、東安門、西安門、北安門
- 内城城門：正陽門、通済門、聚宝門（中華門）、三山門、石城門、清涼門、定淮門、儀鳳門、鍾阜門、金川門、神策門、太平門、朝陽門
- 外郭城門：柵欄門、江東門、馴象門、小馴象門、安徳門、小安徳門、鳳台門、双橋門、夾崗門、上坊門、高橋門、滄波門、麒麟門、仙鶴門、姚坊門、観音門、佛寧門、上元門、外金川門
- 後開城門：玄武門、草場門、小北門、挹江門、中央門、漢中門、武定門、新民門、雨花門、解放門、集慶門、華厳崗門、長干門、標営門、中央東門、中央西門
- その他：東水関（旧名：上水関）、西水関、武廟閘

## 沿革
1368年元王朝が滅び、明王朝が建国した。南京城は明の初代皇帝朱元璋によって作られた。1421年永楽帝は首都を北京に移したため、南京城が皇帝の居城であった期間は短いが、副都として重要な都市であり続けた。1644年、農民の反乱軍が北京を占領し、皇帝は自害に追い込まれた。北方の満州族が建国した清はこれを機に北京に軍を送りこの反乱軍を鎮圧し北京を首都として中国支配を開始した。皇帝の親族により南明が建国し南京を首都として清に対抗するが大軍に包囲され落城、南明は滅亡した。
城壁の長さは35kmにおよび中国最大級の規模である。日中戦争ではこの城壁をはさんで両軍が激しい戦闘を繰り広げた。戦後、城壁の修復が行われて、かつての姿を取り戻した。城門は自動車が通れるように改築されたものが多いが南の中華門は文化財として保護されており観光の拠点となっている。皇帝の居住区だった皇城の部分は市街地化しているが、明故宮があった辺りは公園となっている。玄武湖公園もかつては皇帝の離宮だった。